# Karayazı (district)
Karayazı is een Turks district in de provincie Erzurum en telt 34.332 inwoners (2007). Het district heeft een oppervlakte van 2593,8 km². Hoofdplaats is Karayazı.
De bevolkingsontwikkeling van het district is weergegeven in onderstaande tabel.
| 1997   | 2000   | 2007   |
| ------ | ------ | ------ |
| 31.478 | 35.414 | 34.332 |